# Jala (Tuzla, BiH)
Jala je mjesna zajednica grada Tuzle.

## Zemljopisni položaj
Smještena je južno od rijeke Jale. Oko nje su Mejdan, Brdo, Stari grad, Goli brijeg. Iznad je vrh Brdo (383 m).

## Povijest
4. travnja 1992.godine Mjesna zajednica Jala, Mosnik i Mejdan stvorile su prvi pričuvni sastav policije radi obrane mjesne zajednice i grada.

## Stanovništvo
Spada u urbano područje općine Tuzle. U njoj je 31. prosinca 2006. godine prema statističkim procjenama živjelo 2.500 stanovnika u 600 domaćinstava.